# Prorom Entertainment Kft.
A Prorom Entertainment Kft. (2011 és 2020 között Big Bang Media Kft.) 2011-ben alakult magyarországi, elsősorban filmforgalmazó cég. A cég a müncheni székhelyű Prorom Media-Trade GMBH magyarországi vállalataként indult, portfóliójába leginkább a kis költségvetésű és a független filmek tartoznak. A filmforgalmazás mellett filmjogok értékesítésével is foglalkozik, a tulajdonukban lévő filmeket DVD-n is kiadják, valamint a televízióadókban történő vetítésüket (pl. TV2-n) is ők intézik.

## Licencek
- Exclusive Films International
- Focus Features
- IM Global
- Lakeshore Entertainment
- Lionsgate
- Nu Image
- Stonebrook International
- Summit Entertainment
- The Weinstein Company
- Prorom
- HanWay Films
- SPI International
- Cinema Management Group
- Highland Film Group
- EuropaCorp
- Voltage Pictures
- K5 International
- Sierra/Affinity
- BlueSky
- Hollywood Classic Entertainment
- GrandView Castle Entertainment